# زيزي الطيب
زيزي الطيب (بالفرنسية: Zizi Taïeb)‏ واسمه الحقيقي ليون يودا الطيب (بالفرنسية: Léon Youda Taïeb)‏، ولد يوم 19 سبتمبر 1916 في مدينة تونس، تونس زمن الحماية الفرنسية وتوفي يوم 27 يوليو 1988. كان سباحًا تونسيًا في الثلاثينيات والأربعينيات من القرن الماضي، تحصل على لقب بطولة فرنسا للسباحة عام 1934. نشط في مكابي تحت قيادة مدربه هنري شيفر، من محبي سباحة الفراشة، سباحة الظهر، سباحة الصدر والسباحة الحرة. شارك تقريبًا في جميع المسابقات التي نظمت في تونس وشمال أفريقيا.
في عام 1934، تحصل على لقب بطولة فرنسا في السباحة الحرة لمسافة 100 متر، بينما تحصل شقيقه جيلبرت الطيب على نفس اللقب بعد ذلك بعامين، كما تأهل زيزي الطيب لدورة الألعاب الأولمبية الصيفية 1936 في سباق 400 متر حرة. توفي زيزي الطيب يوم 27 يوليو 1988.